# Northern Lagoon (sjö i Belize, Belize, lat 17,76, long -88,52)
Northern Lagoon är en sjö i Belize. Den ligger i distriktet Belize, i den norra delen av landet, 60 km norr om huvudstaden Belmopan.